# Melanomma
Melanomma é um gênero de traça pertencente à família Arctiidae.